# Fernán López de Escoriaza
Fernán López de Escoriaza Ibáñez de Aguirre (Vitoria, 1480- Madrid, 1541) fue un médico y noble español que comenzó ejerciendo en su ciudad natal y terminó siendo el médico personal del rey inglés Enrique VIII y del emperador Carlos V.

## Biografía
Fernán López de Escoriaza fue nombrado médico de su ciudad natal (Vitoria) por la comisión municipal en el año 1508, desarrollando esta labor hasta el año 1515. Posteriormente se desplazó a Londres, donde fue el médico personal del rey Enrique VIII y su mujer, Catalina de Aragón.
Fernán López de Escoriaza fue un gran humanista que mantuvo profundas relaciones con otros humanistas internacionales contemporáneos y se casó con Victoria de Anda y Esquivel, una mujer igualmente culta.
Durante su estancia en Inglaterra se doctoró en medicina en Oxford (1520) y fue uno de los cofundadores del Royal College of Physicians (1518).
Posteriormente regresó a España y fue el médico personal del emperador Carlos V. 
A mediados del siglo siglo XVI, casi al final de sus días, él y su mujer construyeron como domicilio en su ciudad natal el Palacio Escoriaza-Esquivel, uno de los edificios y monumentos más importantes de Álava.

## Matrimonio y descendencia
Fruto de su matrimonio con Victoria Pérez de Anda y Esquivel (hija de Martín Pérez de Anda y Castañeda y de Osana Díaz de Esquivel y Miñano, naturales de Vitoria) nacieron los siguientes hijos:
- Ortuño López de Escoriaza, que contrajo matrimonio con Isabel de Álava y Mora de Legarda. Con descendencia. Su hija Luisa casaría con Martín de Isunza y Añastro, natural de Vitoria, siendo tatarabuelos de los Condes de Fuente el Salce.
- Martín López de Escoriaza, que contrajo matrimonio con Magdalena Pallado. Con descendencia.
- María López de Escoriaza, que contrajo matrimonio con Pedro López de Arrieta y Ocharán y con Pedro García de Aguilar y Arrieta. Con descendencia de ambos matrimonios.
- Enrique López de Escoriaza, sin descendencia aparente.
- Hernán López de Escoriaza, sin descendencia aparente.
- Juan López de Escoriaza, sin descendencia aparente.